# Bertrand René Pallu
Pour les articles homonymes, voir Pallu (homonymie).
Bertrand René Pallu, seigneur du Ruau, né à Saint-Eustache, Paris, en 1691 et mort le 2 mai 1758 à Paris, est un administrateur français, membre de l'Académie des sciences, belles-lettres et arts de Lyon. 

## Biographie

### Carrière
Conseiller au parlement de Paris (1718), maître des requêtes ordinaire de l'Hôtel du roi (1726), il est intendant de Moulins de 1734 à 1738 puis de Lyon de 1738 à 1750. En 1740 il entre en conflit avec les officiers de l'élection de Lyon. Il subit plusieurs attaques en 1742. Il fait face dans sa carrière à plusieurs autres importantes : notamment la révolte des ouvriers de soie en 1744 et l’épizootie du charbon qui sévit de 1744 à 1748.
Conseiller d'État semestre en 1749, il est intendant général des classes de la Marine de 1757 à 1758.

### Sociétés Savantes
À Paris il fait partie du Club de l'Entresol à partir de 1724. Il y côtoie Montesquieu, Claude-Adrien Helvétius ou encore le marquis d’Arganson. Il rencontre Voltaire, avec qui il entretient une correspondance régulière. Ce dernier lui dédit d’ailleurs plusieurs de ses poèmes : en août 1729, « Épître 29 » ; après 1749, « Épître 27 ».
Dans sa fonction d’intendant, il est un fervent protecteur des arts et des lettres. Cet attrait lui vaut d’être reconnu par l’Académie des sciences, belles-lettres et arts de Lyon. En 1739 il devient membre honoraire de l’académie. Trois ans plus tard, en 1742, il est membre titulaire, puis président en 1745.
Il démissionne de l’académie en 1750, lorsqu'il quitte son poste d’intendant pour retourner à Paris. Il reste néanmoins membre honoraire, et continue d'assister aux conférences.
Il meurt à Paris le 2 mai 1758.